# Billy Eckstine
William Clarence Eckstine, nato Eckstein, detto Billy (Pittsburgh, 8 luglio 1914 – Pittsburgh, 8 marzo 1993), è stato un cantante statunitense di musica jazz.

## Biografia
Divenuto famoso come cantante e leader di una grande orchestra attorno alla metà degli anni 1940 ('44-'47), Eckstine, un afroamericano di nonno paterno tedesco che aveva cambiato il suo nome da Eckstein (pare, dopo che il proprietario di un locale gli aveva detto che il suo era troppo ebreo; ma si dice pure in seguito alla scoperta che un Eckstein jazzista era già famoso prima che Billy cominciasse la sua carriera) ebbe anche una grande influenza sulla musica jazz moderna, in particolare sul bebop, assumendo nelle sue orchestre molti dei più importanti esponenti di questa corrente musicale che in quegli anni si andava esprimendo solo in alcuni piccoli localini newyorkesi, dove avrebbe rischiato di spegnersi. E sul canto jazz, tanto che non c'è cantante jazz che non abbia ammesso di avere avuto in Eckstine una sorta di "faro", a partire da Nat King Cole e suo fratello Freddy, a Joe Williams e a Johnny Hartman, Earl Coleman e Al Hibbler, Arthur Prysock, ecc. fino ai giorni nostri.
Non solo: lo storico del jazz, Premio Grammy, Cary Ginell scrive nel suo Mr.B.: The Music and Life of Billy Eckstine, uscito alla fine del 2013, che - giornali dell'epoca alla mano - durante un concerto tenuto a Las Vegas nella seconda metà dei Cinquanta, Elvis Presley presentò Billy Eckstine, suo ospite d'onore, con queste parole: "Ecco il cantante a cui mi sono ispirato".
Dopo aver trascorso gli anni dal 1939 al 1943 con l'orchestra di Earl Hines (una delle cinque più importanti d'America, con quelle di Ellington, Basie, Lunceford e Goodman), Eckstine, che suonava anche la chitarra, la tromba e il trombone a pistoni, debuttò senza fortuna sulla cinquantaduesima strada, a New York come "Billy X. Stine", trionfandovi poi qualche anno più tardi con il suo nome e come leader di un'orchestra che nel corso della sua esistenza, annoverò tra i propri membri l'aristocrazia del jazz contemporaneo tra cui:
- sassofoni: Gene Ammons, Dexter Gordon, Sonny Stitt, Lucky Thompson, Charlie Parker, Wardell Gray, Budd Johnson, Leo Parker
- trombe: Dizzy Gillespie,  Howard Mc Ghee, Miles Davis, Kenny Dorham, Fats Navarro
- batteria: Art Blakey
- pianoforte: Richard Ellington, Joe Malachi, Linton Gardner, Red Garland
- voce: Lena Horne, Sarah Vaughan, Ann Baker, Earl Coleman

Negli anni successivi Eckstine diresse un ottetto e poi lavorò come solista, divenendo un popolare cantante di ballad. La sua voce di potente baritono lo fece diventare uno dei primi cantanti afroamericani di successo presso il pubblico tradizionale della musica leggera. Compose il blues Jelly, Jelly, divenuto un classico, e registrò Stormy Monday Blues (da non confondere con il pezzo di T-Bone Walker, Call It Stormy Monday (But Tuesday Is Just as Bad), del 1947) un pezzo di rhythm and blues che divenne un successo ed entrò in testa alle classifiche nel 1942.
Nel 1947 Billy Eckstine è il primo nero a firmare un contratto (principesco) con una major, la MGM, diretta da Leonard George "Lennie" Hayton, un musicista ebreo americano, marito di Lena Horne, la quale non solo è amica di Eckstine, ma si era esibita con la sua orchestra be-bop.
Tra il 1948 e il 1953, a turno, Down Beat, Billboard e Metronome Star (più sotto, le band dei migliori) lo collocano al primo posto nei gusti del pubblico e della critica. Anzi, per Down Beat è al primo posto per cinque anni di fila nel 1948 si aggiudica pure la classifica Arrangiatori. A Hollywood, gli viene dedicata la stella al numero 6638 di Hollywood Blvd.
Nel dicembre del 1951 - è solo il periodico afroamericano Jet a riportarlo: la "macchina" segregazionista e razzista era in piena azione nei suoi riguardi - Eckstine viene premiato dalla MGM per avere venduto in quell'anno ben 10 milioni di dischi relativi ad una ventina di titoli, tra cui quattro canzoni che vennero lanciate nei primissimi Trenta dal primo cantante italoamericano: Russ Columbo, morto (pare) suicida, poco più che trentenne.
Nel 1949 la prestigiosa rivista di jazz Metronome presentò una classifica - votanti, i lettori - il cui risultato fu commentato con sorpresa dalla rivista Time del 20 giugno di quell'anno: "Grande sorpresa: Billy ("Mr. B.") Eckstine è stato eletto 'Il più popolare cantante maschile di tutti i tempi' davanti a Bing Crosby.".
La maggior parte dei suoi successi è dovuta all'interpretazione di ballad quali I Apologize, Everything I have is Yours, Blue Moon, Caravan, Prisoner of Love, You Go to My Head, The cottage for sale, That Old Black Magic, come pure una canzone scritta da lui stesso e divenuta, nei Sessanta, un cavallo di battaglia di John Coltrane: "I want to take about you. Il suo ultimo successo (da hit parade) fu Passing Strangers, cantata in duetto con Sarah Vaughan nel 1957.
Eckstine curava molto la sua immagine ed era un iniziatore di mode e tendenze, che inventò (e brevettò col nome di "Mr B. collar": Mr. B era il suo soprannome) un colletto per camicie che formava una B sopra una cravatta annodata alla Windsor: oltre al fattore estetico, il colletto era elastico e permetteva al collo di Mr. B di espandersi quando suonava la tromba senza dovere sbottonare il colletto. Il "Mr B. Collar" divenne un oggetto di moda tra molti hipster negli anni quaranta e anni cinquanta.
Nel 1951/52 e nel 1953, come abbiamo accennato più sopra, vince la classifica del sondaggio della Metronome, quale miglior cantante solista. Qui di seguito le due band dei migliori solisti:
- Metronome All-Stars 1951/52: Local 802 Blues"/Early Spring recorded by George Shearing, Stan Getz, Miles Davis, Serge Chaloff, Lee Konitz, John LaPorta, Max Roach, Billy Bauer, Terry Gibbs, Eddie Safranski, Kai Winding, Billy Eckstine.
- Metronome All-Stars 1953: How High the Moon/St. Louis Blues, recorded by Roy Eldridge, Kai Winding, John LaPorta, Warne Marsh, Lester Young, Teddy Wilson, Billy Bauer, Eddie Safranski, Terry Gibbs, Max Roach, Billy Eckstine.

Nella sua autobiografia, Miles Davis ricorda Eckstine come una persona di carattere, molto decisa e costantemente circondato di bellissime donne. Ma soprattutto dice che grazie all'ascolto di quella orchestra, ha deciso di dedicarsi al jazz: "Suonavano 'roba' - scrive Davis - mai sentita prima, che ti faceva ballare le budella"...
Eckstine non registrò moltissimi album: come affermò Quincy Jones, "se Billy fosse stato un bianco, il cielo non gli sarebbe stato un limite". Mr.B infatti fu un grande combattente per i diritti civili e umani dei Neri in un'America fortemente razzista e segregazionista. Quando nel 1954 gli venne offerto il ruolo di protagonista maschile del film di Otto Preminger, Carmen Jones, letto il copione rifiutò la parte, dicendo che non poteva accettare di interpretare un personaggio "che parla come Zio Tom", pur sapendo che il film lo avrebbe riportato ai fasti degli anni antecedenti la campagna di denigrazione nei suoi confronti, dovuta a un servizio di Life, in cui una foto lo ritraeva circondato da una decina di teen-agers bianche, che provocò uno scandalo senza precedenti. Per la cronaca, il ruolo nella pellicola sarà dato all'esordiente Harry Belafonte, come si legge nel libro di Ginell, su citato.
È questo anche il motivo per cui non ebbe mai spazio alla televisione, se non come saltuario ospite di grandi conduttori, nel cinema e a Broadway. Tant'è che dagli anni sessanta Billy Eckstine trascorrerà il grosso del proprio tempo professionale a Las Vegas (invero, con guadagni favolosi) e in fortunate tournée in America, Europa (in Francia l'allora ministro della Cultura Jack Lang lo premierà per meriti artistici) e Giappone.

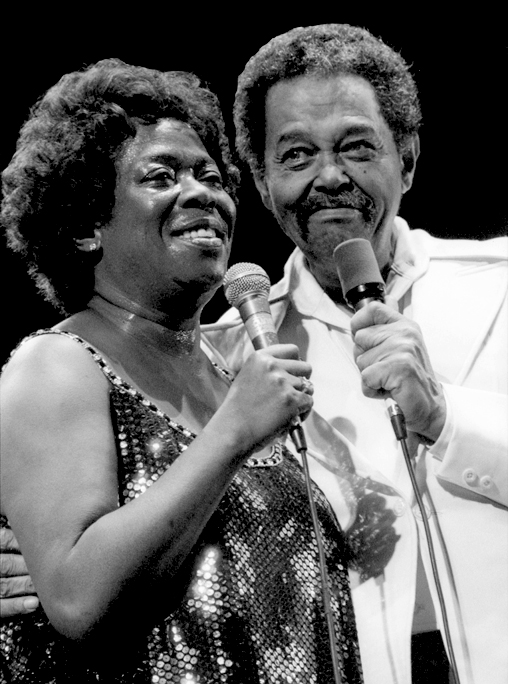
Billy Eckstine con Sarah Vaughan al Monterey Jazz Festival nel 1981

Riuscì comunque ad incidere con le principali orchestre americane e con i migliori arrangiatori (Mancini, Rugolo, Riddle, Hal Mooney) in ambito pop e anche jazz: Count Basie (che nei primi anni cinquanta aiutò a rimettere in piedi una big band), Woody Herman, Quincy Jones, Billy May. Con l'amico Duke Ellington, che all'epoca della B.E. Orchestra ogni tanto vi si esibiva al piano, non inciderà mai neppure un disco, in compenso assieme faranno tour nel Pacifico e concerti di musica sacra (scritta dal Duca). E sempre con grandi case discografiche: MGM, Mercury, Emercy, Roulette Jazz Records, quindi Motown, Stax...
Nel decennio a cavallo dei Sessanta/Settanta, Eckstine si lega alla Motown e alla Stax - label prettamente "colored" e non di rado vi lavora con i singoli ed i gruppi più o meno emergenti, come i Four Tops e Isaac Hines e Steve Wonder.
Il suo ultimo album inciso è stato "Billy Eckstine sings with Benny Carter" (l'ultraottantenne sassofonista, che qui suona anche la tromba), del 1986, con la direzione del pianista Bobby Tucker: il CD contiene anche due duetti di Mr.B con Helen Merryll, coproduttrice dell'album: l'anno successivo farà parte della cinquina dei candidati al Grammy, mentre il Carter riceverà il premio alla carriera. Nota oltremodo curiosa: in questo disco Eckstine inciderà per la prima volta, nella sua cinquantennale carriera, brani che peraltro non ha mai smesso di cantare nei concerti, come Summertime, My Funny Valentine, Over the Rainbow, Autumn, leaves... Ma l'ultimo CD ad uscire sul mercato, nel 1988, è stato I am a singer (dal titolo di una canzone che rappresenta un po' il suo percorso di vita e artistico), inciso quattro anni prima: nel 1984. Anche in questo caso il CD contiene delle novità assolute rispetto alla "storia" di Mr.B, tra cui The shadow of your smile. È questo un album di ballad arrangiate e dirette da Angelo DiPippo in cui appare anche l'armonicista Toots Thielemans.
Tra le ultime grandi apparizioni di Eckstine, si segnala la Festa di compleanno del centesimo anno di età di Irving Berlin alla Carnegie Hall di New York (Irving Berlin 100th Birthday Celebration: 5/11/1988). Insieme a lui ci sono Frank Sinatra e Joe Williams, Bob Hope, Tony Bennett, Ray Charles e Rosemary Clooney, il folksinger Willie Nelson e la cantante lirica Marylin Horne, il violinista Isaac Stern e il giornalista Walter Cronkite. Altro grande appuntamento a cui non manca, né avrebbe mai potuto mancare: l'omaggio a Sarah Vaughan a un anno dalla scomparsa della cantante, peraltro da lui scoperta e lanciata.

### La morte
Muore nel 1993 per un attacco di cuore, dopo averne subito già uno in precedenza, a causa della scomparsa di Sarah Vaughan di cui era stato scopritore, amico e mentore. Nel corso di un concerto tenutosi all'Apollo nel 1985, così la Vaughan lo presentò: "Signori, il mio amico, mio padre, il mio "compare" (buddy)... Billy Eckstine!". Da sottolineare che nel quadriennio 1989-1993 Mr. B perse oltre alla Divina Sarah, ben quattro grandi amici ed ex orchestrali: Miles Davis, Dexter Gordon, Art Blakey e Dizzy Gillespie.
Eckstine ha lasciato sette figli, di cui sei musicisti. Tra costoro, la cantante Gina e il produttore e Premio Grammy (2008) per il disco di Herby Hancock. Infine, il primogenito Ed è da vent'anni ai vertici della Emercy.

## Discografia parziale
- Earl Hines & His Orchestra, with vocals by Billy Eckstine, 1942
- Billy Eckstine Orchestra, 1945
- Mister B And The Band - The Savoy Sessions (2 Recordings date from 1945 to '47)
- Gloomy Sunday (Vogue, 1946/47)
- Everything I Have Is Yours/The Best Of …  1950
- The Metronome All Stars 1954
- Billy Eckstine-Sarah Vaughan Irving Berlin Songbook 1957
- Billy's Best 1958
- Billy Eckstine's Imagination 1958
- No Cover, No Minimum 1960
- Billy Eckstine & Count Basie Inc 1960
- Once More With Feeling 1960
- At Basin Street East 1961
- Now Singing In 12 Great Movies 1962
- Don't Worry 'bout Me 1962
- The Motown Years 1966 (3 Album)
- Stormy/Feel The Warm 1971
- Senior Soul/If She Walked Into My Life 1972
- Everything I Have Is Yours: Best Of...  1985 (3 Album)
- Billy Eckstine Sings With Benny Carter 1986
- I Am a Singer 1987
- Verve Jazz Masters 22 1994
- The Swinging Mr. B 1995
- The Magnificent Mr. B 1996
- Mr. B & The Bebop Band 1996
- Mr. B (Ember)  1998
- That Old Black Magic 1999
- Cocktail Hour 2001
- The Cool Mr. B 2001
- Complete Savoy Recordings 2001
- The Legendary Big Band 2002
- Now Singing In 12 Great Movies 2002
- Love Songs 2004
- Jukebox Hits 1943-1953 2009